# چندهمسری در هند
چندهمسری در هند (انگلیسی: Polygamy in India) غیرقانونی است در حالی که چندهمسری در هند باستان (هند بزرگ) ممنوع نبوده و در میان اشراف و امپراتوران رایج بوده‌است، اعتقاد بر این است که این یک عمل فرهنگی عمده نبوده‌است. عدم ممنوعیت تا حدی به دلیل استقلال قوه قضائیه و دین و تا حدی از آنجایی بود که همه دین‌های هندی تعدد زوجات را در نوری خنثی به تصویر می‌کشیدند.
امپراتوری استعماری بریتانیا هند به استان‌های اسلامی اجازه داده بود تا شوهران چند زن داشته باشند. هنگامی که مهاراجه رانجیت سینگ در لاهور سوزانده شد، چهار تن از همسران و هفت صیغه‌اش ساتی (رسم) انجام دادند.

## قانون
بخش ۴۹۴ و ۴۹۵ قانون مجازات هند در سال ۱۸۶۰، تعدد زوجات را برای مسیحیان ممنوع کرد. در سال ۱۹۵۵، قانون ازدواج هندوها، ۱۹۵۵ تدوین شد که ازدواج هندویی را که همسرش هنوز زنده بود ممنوع می‌کرد؛ بنابراین تعدد زوجات در هند در سال ۱۹۵۶ غیرقانونی شد، به‌طور یکسان برای همه شهروندان آن به جز مسلمانان، که مجاز به داشتن چهار همسر و برای هندوها در گوا و در امتداد سواحل غربی، جایی که دو همسری قانونی است، اجرا می‌شود.
ازدواج چندهمسری هندو باطل و غیرقانونی است. به جز مواردی نادری که در بندهای ۴۹۴ و ۴۹۵ قابل اعمال است و به شرط اینکه همسر اول اعتراضی نداشته باشد.

## چندهمسری مسلمان
مسلمانان در هند مشمول شرایط قانون اعمال قانون شخصی مسلمانان (شریعت) مصوب ۱۹۳۷ هستند که توسط هیئت حقوق شخصی مسلمانان سراسر هند تفسیر شده‌است.
در هند چند همسری سوژه سیاسی بحث انگیزی است که حل آن مشکل است. نارندرا مودی، نخست وزیر هند از حزب هندوی ملی گرای بهاراتیا جاناتا، قول داده که یک قانون اختلاف برانگیز موسوم به قوانین مدنی یکدست، را به اجرا درآورد که به موجب آن ازدواج، طلاق و ارث دیگر از قوانین مذهبی محسوب نشده و بخشی از قوانینی می شود که تمام شهروندان مشمول آن می شوند. این در حالی است که در زمانی که مذهب موجب دو قطبی شدن مشهود در هند شده است، اکثر مسلمانان پیشنهاد هر نوع اصلاحاتی توسط دولت را حمله بی‌امان به اسلام خواهند دانست.

## چندهمسری هندوها در هند مدرن
از نظر قانونی، همسر دوم یک هندو یک معشوقه خواهد بود، اگرچه از نظر مذهبی و اجتماعی ممکن است همسر در نظر گرفته شود.
تعدد زوجات در میان هندوها گاهی در برخی مناطق روستایی اغلب با تأیید همسران قبلی پذیرفته می‌شود. نظرسنجی ملی سلامت خانواده در سال ۲۰۰۵ نشان داد که ۲ درصد از زنان گزارش دادند که شوهرشان به جز خودش همسر دیگری هم دارد. شوهران زنانی که فرزندی ندارند بیشتر احتمال دارد چند همسر داشته باشند.